# Strage degli innocenti (Daniele da Volterra)
La Strage degli innocenti è dipinto a olio su tavola di Daniele Ricciarelli da Volterra.

## Storia
(Giorgio Vasari, Le vite de' più eccellenti pittori, scultori e architettori, 1568)
L'opera fu realizzata per la chiesa di San Pietro in Selci di Volterra durante l'ultimo viaggio del Ricciarelli nella città natale. L'artista fra l'altro si fece rimborsare le spese ma rinunciò al pagamento vero e proprio. È stata l'ultima opera pittorica realizzata personalmente da lui: in seguito si dedicò quasi esclusivamente alla scultura. Riprese con poche modifiche un proprio cartone, già utilizzato dal suo allievo Michele Alberti per un affresco all'interno della chiesa della Trinità dei Monti a Roma.
Il dipinto fu acquistato per 600 scudi dalla Galleria degli Uffizi nel 1782, dal direttore Giuseppe Bencivenni Pelli per conto di Pietro Leopoldo. Fu esposto nella Tribuna, dove rimase almeno fino al 1926. Successivamente per un certo periodo fu esposto alla Galleria dell'Accademia, per poi tornare agli Uffizi.
È stato restaurato nel 1979.

## Descrizione
Il soggetto del dipinto è l'episodio biblico della strage degli innocenti. Rispetto al testo del Vangelo secondo Matteo sono aggiunti, a gruppi, i soldati di Erode in lotta con le madri che tentano di difendere i loro figli. Sul fondo una gradinata e delle colonne.
Le principali differenze rispetto al cartone sono dovute al fatto che l'affresco aveva due vuoti: in basso a sinistra è stata aggiunta una donna con bambino morto (di cui esiste un disegno al Museo del Louvre) e in basso a destra un bambino morto.